# Ipixuna
Ipixuna är en kommun i Brasilien.   Den ligger i delstaten Amazonas, i den västra delen av landet, 2 700 km väster om huvudstaden Brasília. Antalet invånare är 22 199.
I omgivningarna runt Ipixuna växer i huvudsak städsegrön lövskog. Trakten runt Ipixuna är nära nog obefolkad, med mindre än två invånare per kvadratkilometer.